# Discographie des jeux vidéo Streets of Rage

Logo du jeu vidéo Streets of Rage.

La série des Streets of Rage, composée de jeux vidéo de beat'em up et d'action et commercialisée par la branche Sega de 1991 à 1994, est connue pour ses musiques créées par le compositeur de musiques vidéoludiques japonais Yūzō Koshiro. La série a inspiré trois albums dérivés des jeux vidéo.
Les albums appartiennent aux branches musicales expérimentales, de type chiptune, de musiques électroniques, de dance et autres types de musiques électroniques incluant electro, house, techno, hardcore, jungle, ambient, breakbeat, gabber, musique bruitiste et trance,,. Les musiques ont été composées à l'aide d'une synthèse FM Yamaha de la console Mega Drive / Genesis (YM2612) et d'un ordinateur NEC PC-88 (YM2608),. Les musiques sont considérées comme avancées sur leur temps, et également comme les meilleures de tous les temps dans la branche vidéoludique. Ces musiques ont inspiré un grand nombre de musiciens parmi les genres electronica, grime et dubstep tels que Ikonika,,, BT, Labrinth, Martyn, Joker, Darkstar, Childish Gambino et Danger.

## Albums

### Streets of Rage
Dès le développement du premier jeu vidéo de la série en 1990, Koshiro a été influencé par la musique électronique, ou musiques de types club, en particulier la techno et la house, tentant ainsi de mélanger ses sons avec les branches musicales chiptune et vidéoludiques. Les musiques sont également influencées par le RnB contemporain et le hip-hop ; Yuzo Koshiro explique qu'il a été influencé par la musique noire, qui se popularisait en parallèle à la house et la techno, et tentera alors de mélanger ces genres. Il a également été influencé par les rythmiques qui caractérisent le breakbeat notamment. D'autres artistes qui l'ont influencé incluent Black Box, Maxi Priest et Caron Wheeler alors qu'il composait.
| No  | Titre                                     | Durée |
| --- | ----------------------------------------- | ----- |
| 1.  | The Street of Rage                        |       |
| 2.  | Player Select                             |       |
| 3.  | Fighting in the Street                    |       |
| 4.  | Attack the Barbarian                      |       |
| 5.  | Round Clear                               |       |
| 6.  | Dilapidated Town                          |       |
| 7.  | Moon Beach                                |       |
| 8.  | Keep the Groovin'                         |       |
| 9.  | Beatnik on the Ship                       |       |
| 10. | Stealthy Steps                            |       |
| 11. | Violent Breathing                         |       |
| 12. | The Last Soul                             |       |
| 13. | Big Boss                                  |       |
| 14. | My Little Baby (Good Ending)              |       |
| 15. | You Became the Bad Guy!                   |       |
| 16. | Up & Up                                   |       |
| 17. | The Super Threc                           |       |
| 18. | Name Entry                                |       |
| 19. | Game Over                                 |       |
| 20. | The Street of Rage (Arrange version)      |       |
| 21. | Fighting in the Street (Arrange version)  |       |
| 22. | The Last Soul (Arrange version)           |       |
| 23. | Keep the Groovin' (Arrange version)       |       |
| 24. | You Became the Bad Guy! (Arrange version) |       |

### Streets of Rage 2
Les bandes sons du jeu vidéo Streets of Rage 2 sont moins difficiles à trouver contrairement à celles de Streets of Rage car elles ont été commercialisées aux États-Unis. L'album contient les bandes-sons identiques à celles diffusées dans le CD japonais original intitulé Bare Knuckle II. Elles ont été principalement composées et jouées par Yūzō Koshiro, et d'autres musiques ont été jouées par Motohiro Kawashima. L'album est considéré comme l'un des meilleurs composés par Koshiro et montre la puissance du YM2612 16-bit de la Mega Drive/Genesis. Il est décrit par Koshiro comme « hard-core techno. » Le jeu a également été noté comme le premier jeu vidéo faisant apparaître le nom du compositeur, Yuzo Koshiro, dans le titre du jeu.
L'album est influencé par les musiques électroniques dance, en particulier la house, la techno, la techno hardcore, techno progressive, breakbeat. La bande son de Streets of Rage 2 (1992) est considérée comme « révolutionnaire » et en avance sur son temps,, pour ses musiques qui seraient « idéales lors de soirées en boite de nuit. »
| No  | Titre                       | Durée |
| --- | --------------------------- | ----- |
| 1.  | Go Straight                 |       |
| 2.  | In the Bar                  |       |
| 3.  | Never Return Alive          |       |
| 4.  | Spin on the Bridge          |       |
| 5.  | Ready Funk                  |       |
| 6.  | Dreamer                     |       |
| 7.  | Alien Power                 |       |
| 8.  | Under Logic                 |       |
| 9.  | Too Deep                    |       |
| 10. | Slow Moon                   |       |
| 11. | Wave 131                    |       |
| 12. | Jungle Base (M.K.) & (Y.K.) |       |
| 13. | Back to the Industry        |       |
| 14. | Expander (M.K.)             |       |
| 15. | S.O.R. Super Mix            |       |
| 16. | Max Man (M.K.)              |       |
| 17. | Revenge of Mr.X             |       |
| 18. | Good End                    |       |
| 19. | Walking Bottom              |       |
| 20. | Little Money Avenue (M.K.)  |       |

### Streets of Rage 3
Le style musical de Streets of Rage 3 est différent des deux opus précédents. Il est décrit par Yuzo Koshiro comme « de la techno rapide comme du jungle ». L'album possède également des éléments de type abstract, expérimentale, gabber.
| No  | Titre                   | Durée |
| --- | ----------------------- | ----- |
| 1.  | Fuze (M.K.)             |       |
| 2.  | Spinning Machine (Y.K.) |       |
| 3.  | Boss (M.K.)             |       |
| 4.  | Beat Ambience (Y.K.)    |       |
| 5.  | Cycle II (M.K.)         |       |
| 6.  | KAMADECOCO (Y.K.)       |       |
| 7.  | The Poets I (M.K.)      |       |
| 8.  | Shinobi Reverse (Y.K.)  |       |
| 9.  | Percussion (M.K.)       |       |
| 10. | Moon (M.K.)             |       |
| 11. | Happy Paradise (Y.K.)   |       |
| 12. | The Poets II (M.K.)     |       |
| 13. | Random Cross (Y.K.)     |       |
| 14. | Dub Slash (M.K.)        |       |
| 15. | Inga Rasen (Y.K.)       |       |
| 16. | Bulldozer (M.K.)        |       |
| 17. | Crazy Train (Y.K.)      |       |
| 18. | Cycle I (M.K.)          |       |